# Ommata championella
Ommata championella là một loài bọ cánh cứng trong họ Cerambycidae.